# Джей Салатун
Дж. Салатун е индонезийски писател и военен пилот, генерал-командор.
Известен е като основател на Индонезийския национален институт по аеронавтика и космология (ИНИАК) през 1963 г.
Увлича се по уфологията през 1974 година, когато наблюдава НЛО над джунглите на Индонезия толкова ясно, че изключва възможността да е оптическа измама. След това пише и няколко книги на тази тематика, като най-известните му са:
- Menjingkap Rahasia piring terbang („Разкрития за тайната на летящите чинии“) през 1960.
- UFO: Сала Satu Masalah Dunia Masa Kini („НЛО, една от настоящите гатанки“) през 1982.

Основава SUFO през 1980. 

## Цитат
| „ | Аз съм убеден, че ние трябва да проучим проблема НЛО сериозно за целите на социологията, технологията и сигурността. | “ |